# Hymenophyllum palmatifidum
Hymenophyllum palmatifidum là một loài dương xỉ trong họ Hymenophyllaceae. Loài này được Ebihara & K.Iwats. mô tả khoa học đầu tiên năm 2004. Đây là loài bản địa của Borneo, Jawa, Quần đảo Sunda Nhỏ, Malaya, Maluku, New Guinea, Sumatera, Đài Loan, Việt Nam.